# David Feffer
David Feffer (13 de novembro de 1956, São Paulo)  é um empresário brasileiro, que preside o Conselho Administrativo da Suzano S/A e é diretor presidente da Suzano Holding desde 2003.

## Infância e educação
É o filho mais velho de Betty (née Vaidergorn) e Max Feffer. Ele tem três irmãos: Daniel, Jorge e Ruben. Seu pai foi presidente da Suzano Papel e Celulose, empresa fundada por seu avô, Leon Feffer, em 1924. Seu pai foi pioneiro no uso de celulose de eucalipto para produzir papel e integrou verticalmente a empresa para se tornar o segundo maior produtor de eucalipto do mundo. 
David estudou Administração de Empresas no Brasil e possui cursos de especialização na Harvard Business School (EUA), na Columbia University (EUA), no The Aspen Institute (EUA), em Stanford University (EUA) e no IMD (Suíça). De acordo com a lista da Forbes dos bilionários do mundo, em outubro de 2021, sua fortuna valia US $ 1,2 bilhão.

## Suzano
A Suzano é a maior produtora global de celulose. Em 2017 a empresa migra para o Novo Mercado, o mais alto nível de governança corporativa da Bolsa. Em janeiro de 2019, a Suzano conclui a fusão com a Fibria Celulose, criando a maior produtora de celulose do mundo.

## Associações e honras
Também é membro do Conselho Consultivo Deliberativo da Associação Beneficente Israelita Brasileira Hospital Albert Einstein. Além disso, David Feffer atua em instituições culturais e sociais como o Conselho Diretivo da Escola Alef Peretz.

## Vida pessoal
Ele têm quatro filhos, Adriana, Gabriela, Marina e Zeca. A terceira, Marina Feffer (casada com o restaurador brasileiro Daniel Oelsner) fundou o Generation Pledge, um grupo de herdeiros dedicados a doar pelo menos 10% de sua herança para a filantropia.